# Donum Vitae
Donum Vitae (hrv. Dar života) je instrukcija je Zbora za nauk vjere odobrena od pape Ivana Pavla II. 22. veljače 1987. godine, o biomedicinskim istraživanjima i reproduktivnim tehnikama. Poruka instrukcije je poziv na zaštitu ljudskog života od trenutka začeća.

## Sadržaj
Instrukcija se sastoji od uvoda, tri poglavlja i zaključka. Počinje riječima da je život Božji dar koji treba poštovati i odgovorno se prema njemu odnositi. Instrukcija je crkveni odgovor na pojavu novih metoda istraživanja iz područja medicine. Neke od tih metoda poput umjetne oplodnje, istraživanja matičnih stanica i eksperimentiranja nad ljudskim embrijima uzrokuju nemoralne postupke s katoličkoga gledišta. Papa napominje, da sve što je tehnički moguće, nije uvijek moralno prihvatljivo. U instrukciji se na ljudski embrij gleda kao na ljudsko biće koje ima pravo na pažnju i dostojanstvo, poput ostalih ljudi, jer je i on Božje stvorenje. 
Prenatalna dijagnoza može poslužiti uočavanju poremećaja u fizičkom i mentalnom razvoju, zbog čega neki liječnici preporučuju pobačaj, što Crkva ne odobrava. Pozdravljaju se medicinski postupci, kojima se nerođenoj djeci spašavaju životi, obnavljaju vitalne funkcije organa i tako im se omogućuje rođenje. Crkva se protivi ekperimentiranju nad ljudskim embrijima, koje dovodi do usmrćivanja tih embrija. Postupci nastanka ljudskog života izvan spolnog odnosa poput kloniranja, umjetne oplodnje i sl., smatraju se protivnima moralnim zakonima.
Prema Katoličkoj Crkvi dijete ima pravo da bude začeto spolnim putem u braku, nošeno s ljubavlju u majčinoj utrobi, rođeno i odgajano u krugu bračne zajednice svojih roditelja. Ako se dijete začne kao rezultat tehničkog, medicinskog ili biološkog zahvata time mu se narušavaju prava i dostojanstvo. Papa smatra, da je nedopustivo dolazak djeteta na svijet podvrći kontroli, gospodarenju i tehničkoj uspješnosti. Crkva nije protiv djece rođene umjetnom oplodnjom, nego protiv postupka. Zalaže se, da svako dijete koje dođe na svijet tim putem bude prihvaćeno s ljubavlju.
Izražava se suosjećanje s bračnim parovima, koji ne mogu imati djecu i poziva ih se, da utjehu pronađu u Bogu i u pomoći potrebnima u društvu na način koji je prikladan za njih.
Zakonodavce i vlasti se poziva, da misle na opće dobro i zaštite dostojanstvo i temeljna ljudska prava, jer obitelj u tehnološko doba zaslužuje posebnu zaštitu. Na kraju se instrukcije poziva na poštovanje života i da se i u najmanjima i najnezaštićenijim ljudskim bićima vidi svoga bližnjega i susjeda po uzoru na Milosrdnog Samaritanca.

## Unutarnje poveznice
- Enciklika Evangelium Vitae
- Umjetna oplodnja
- Ivan Pavao II.

## Vanjske poveznice
Mrežna mjesta
- Enciklika Donum Vitae na engleskom jeziku